# Château de Chillon

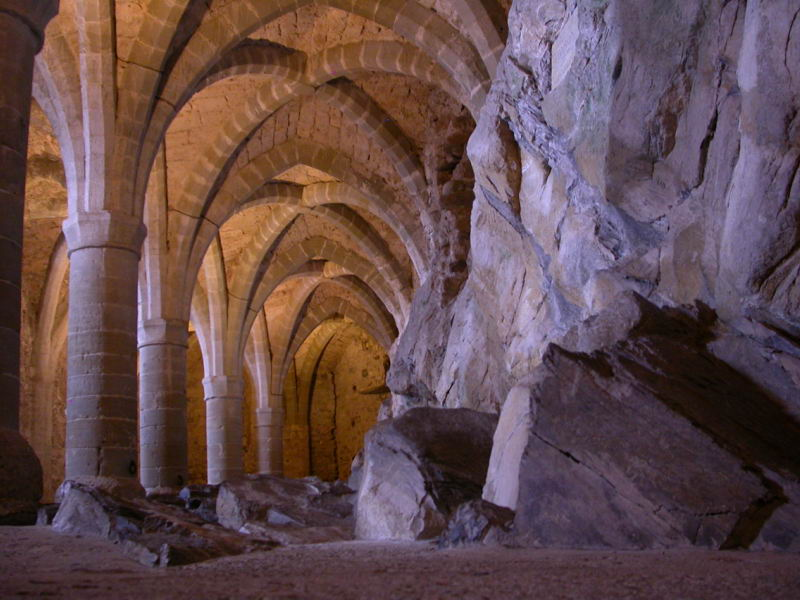
Podziemia. Widoczna jest tutaj skała, na której zbudowano zamek.

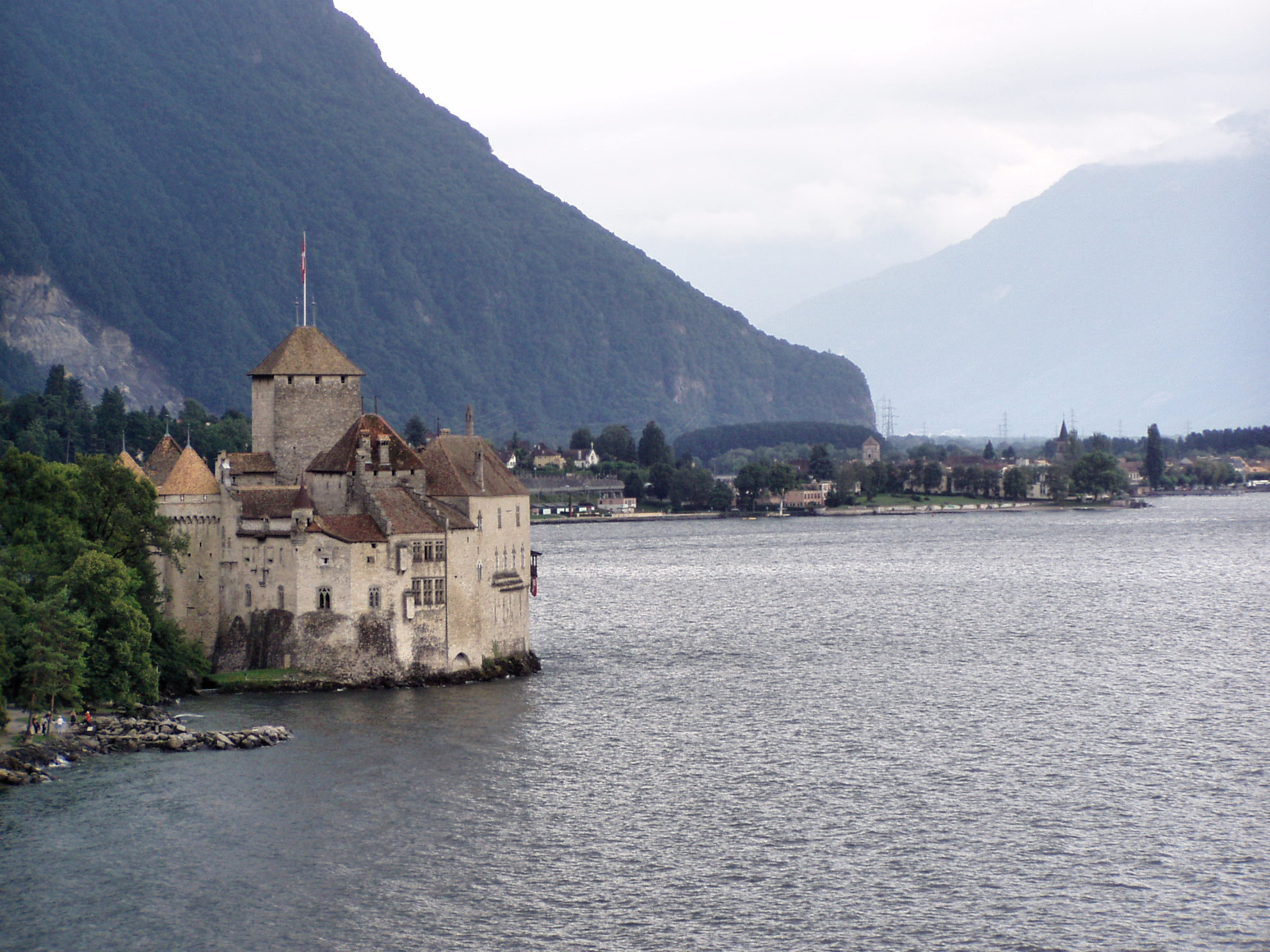
Szerszy widok z zamkiem od strony północnej

Zamek Chillon – średniowieczny zamek obronny w kantonie Vaud w Szwajcarii, wzniesiony na skalnej ostrodze wrzynającej się w wody Jeziora Genewskiego, na jego wschodnim krańcu, między Montreux a Villeneuve.
Skalisty cypel, na którym wzniesiono zamek, stanowił zawsze strategiczny punkt o wysokich, naturalnych walorach obronnych. Umożliwiał on kontrolę wąskiego przesmyku między Alpami a Jeziorem Genewskim, będącego ważnym punktem na szlaku łączącym północ z południem Europy.
Pierwsze ślady osadnictwa na skale datuje się na epokę brązu. Dzisiejszy kształt zamku jest rezultatem wielu wieków ciągłych rozbudów i przebudów. Data powstania pierwotnych obwarowań nie jest znana. Jednak zgodnie z archiwalną dokumentacją, na podstawie której odtwarzano zamek w XIX w. i badaniami archeologa Alberta Naefa (1862–1936), poważne prace wokół obecnych dziedzińców przeprowadzone zostały w XI i XIII w. Wtedy to obwarowania zostały znacznie powiększone i rozbudowane.
Początkowo zamek był własnością biskupów Sion. W XII w. został oddany w lenno książętom sabaudzkim. Za panowania księcia Piotra II Sabaudzkiego, obecny kształt nadał budowli architekt Pierre Mainler. Po rozbudowie zyskała ona na znaczeniu i służyła do kontroli szlaków handlowych do Włoch przez przełęcz św. Bernarda. Fosa była ukształtowana naturalnie; została poszerzona w XIII w., zasypana w XIX w., a odkopana w 1903 r. Obecny drewniany most został zbudowany w XVIII w. i zastąpił wcześniejszy zwodzony.
Wokół pierwszego dziedzińca wznoszą się zabudowania koszarowe oraz wejście, wokół drugiego – siedziba kasztelana, magazyny i więzienia. Trzeci dziedziniec otoczony jest przez apartamenty książęce i dworskie wraz z kaplicą.
W 1536 r. zamek został zdobyty przez mieszkańców Berna. Służył im przez wiele lat jako skład, arsenał oraz siedziba panów feudalnych (Szwajcarzy, będąc wolnymi ludźmi, kupowali prawa feudalne jako społeczność i egzekwowali je z pełną starannością). To oni przykryli wieże obronne oraz ganki straży. Podczas rewolucji francuskiej w kantonie Vaud zamek stał się własnością kantonu.
Obecne podziemia zamku służyły w XIII w. jako magazyn. W XIV zostały zamienione na więzienie, w którym więziono przez 4 lata szwajcarskiego duchownego i patriotę, przeora klasztoru świętego Wiktora z Genewy, François Bonivarda (był przykuty do piątego filaru od wejścia do obecnych podziemi). We wrześniu 1348 roku więziono i torturowano tam Żydów z miasta Villeneuve oskarżając ich o zatruwanie studni i rozpowszechnianie w ten sposób plagi czarnej śmierci.
George Gordon Byron, autor poematu romantycznego Więzień Czyllonu (The Prisoner of Chillon), zwiedzał zamek w lipcu 1816 r. (na jednym z filarów widać wyryty przez niego podpis).
W Polsce jego widok jako główny motyw witrażu w secesyjnej wilii Leopolda Kindermanna w Łodzi, przy ul. Wólczańskiej 31/33.  